# Zine el-Abidine Snoussi
Pour les articles homonymes, voir Famille Snoussi et Abidine.
Zine el-Abidine Snoussi, né en 1901 à Sidi Bou Saïd et décédé en 1965, est un journaliste et réformateur tunisien.
Fils du cheikh Mohamed Snoussi, réformateur proche de Kheireddine Pacha, il fait ses études au Collège Sadiki puis à l'université Zitouna.
Membre du mouvement des Jeunes Tunisiens puis du Destour, il fonde en 1922 l'imprimerie Dar al-Arab, en 1930 la revue Al-âlam al-adabi (Le Monde littéraire) et en 1936 le journal Tounes, qui est suspendu par le pouvoir colonial en 1938 ; il reparaît entre 1948 et 1953 mais est à nouveau suspendu pour ses activités nationalistes.
Snoussi publie par ailleurs un livre d'anthologie sur la littérature tunisienne arabophone.